# Oliarus tanzanica
Oliarus tanzanica är en insektsart som beskrevs av Van Stalle 1987. Oliarus tanzanica ingår i släktet Oliarus och familjen kilstritar. Inga underarter finns listade i Catalogue of Life.